# Kinas Folkebank
Kinas Folkebank (engelsk: The People's Bank of China, simplificeret kinesisk: 中国人民银行, traditionel kinesisk: 中國人民銀行, pinyin: Zhōngguó Rénmín Yínháng) er Folkerepublikken Kinas centralbank og således den myndighed, der kontrollerer pengepolitikken og regulerer finanssektoren i fastlands-Kina.
Centralbanken blev etableret 1. december 1948 gennem en fusion af tre andre banker. Siden 1949 har den haft sit hovedsæde i Beijing. Det var først i 1983 at det blev besluttet, at banken skulle fungere som centralbank. Centralbankloven i Kina blev dog først vedtaget i 1995. I 2003 blev banken omorganiseret, således at den del af banken, der havde ansvar for at overvåge banker, kapitalforvaltningssselskaber, investeringsselskaber m.v. blev udskilt i Den kinesiske bankreguleringskommission. Centralbankloven blev senere i 2003 revideret. Som følge heraf blev centralbankens ansvar for landets penge- og kreditpolitik styrket med henblik på at sikre en stabil inflation og valutakurs samt bedre sikkerhed omkring de finansielle tjenester i landet. 
Centralbankchefen vælges af Den Nationale Folkekongres. Siden 2008 har Yi Gang været chef for Kinas Folkebank.